# 震災特別番組
震災特別番組（しんさいとくべつばんぐみ）は、日本の放送局が震災に関する内容を放送する特別番組の呼称である。報道特別番組の一種でもある。「震災特番」とも略される。

## 放送例
震災発災を迎えた当日や前後（主に阪神・淡路大震災、東日本大震災）に実施されている。
- 発災時刻に合わせて被災地等から黙祷が中継されたり、その前後に震災の記録が放送されること。
- 震災発生時の様子やドキュメンタリーとして放送されること。

## 主な特別番組
- NHKスペシャル（NHK）

阪神・淡路大震災関連
- エール1・17 -午前5時46分-（朝日放送・テレビ朝日系列全国ネット、震災1周年記念）
- この瞬間に祈る（関西テレビ）

東日本大震災関連
- 「復興テレビ」みんなのチカラ 3.11（日本テレビ）
- わ・す・れ・な・い（フジテレビ）
- 6局防災プロジェクト（NHK、日本テレビ、テレビ朝日、TBSテレビ、テレビ東京、フジテレビ）
  - 2021年より実施されている震災および防災プロジェクト。『わ・す・れ・な・い』もこのプロジェクトの一つである。

その他、通常のニュース番組を枠拡大、あるいは別枠で編成している。

## 映像の扱い
東日本大震災関連では、当時の津波の映像が必ず放送されており、日本医師会は1年となる前の2012年3月1日付けで「被災者に当時の場面を想起させるといった、精神衛生的に好ましくない影響を心配する」として、放送を自粛するよう申し入れ書を放送倫理・番組向上機構（BPO）や日本放送協会（NHK）、日本民間放送連盟、キー局放送審議会にそれぞれ送った。また、BPOの視聴者から寄せられた意見にも、津波の映像を流すことや特番を放送することに関する批判がそれぞれ寄せられている一方、過剰な自主規制であるとして批判する声もある。